# La logica per gli giovanetti
La logica per gli giovanetti è un'opera dell'abate Antonio Genovesi (1713-1769), filosofo ed economista italiano autore di un corso completo di "Istituzioni filosofiche per gli giovanetti" comprendente anche Della diceosina o sia della Filosofia del Giusto e dell'Onesto (Napoli,1766) e Delle scienze metafisiche per gli giovanetti (ibid. 1767).

## Proemio
L'opera si apre con una dedica al Signor Duca Ferdinando Caracciolo (Duca di Castel di Sangro), «gentile leggitore e amante di sapere» «non ancora volgendo l'ottavo anno della vostra età», destinatario dell'opera stessa.
L'autore si rivolge, dunque, ai "giovanetti" con l'intento di creare teste pensanti che siano capaci di allontanarsi dall'arretratezza, dai luoghi bui dell'ignoranza attraverso la più grande facoltà umana: la ragione che deve essere coltivata mediante lo studio e la conoscenza affinché si possa vivere con il dolore minore possibile. 

## I contenuti
L'opera si compone di V libri: I Emendatrice, II Inventrice, III Giudicatrice, IV dell'Arte Ragionatrice, V Ordinatrice. 
Suddetta divisione non è casuale, riprende infatti le componenti della logica secondo l'autore. Logica intesa come «arte di studiare, filosofare, di distinguere il vero dal falso, di discettare, di ordinare i nostri pensieri».

 
Il lume di una ratio illuminista, quale quella dell'autore, è la chiave di lettura di questo libro in cui egli scrive: 
 Per abbattere le tenebre dell'ignoranza, «primo stato d'ogni animale, e perciò dell'uomo», bisogna conoscere iniziando dall'utile e dal necessario (ragione, costumi, usi) e poi il piacevole. 
L'uomo pensante deve affidarsi alla ragione, libera da ogni condizionamento, dai “giudizi falsi dovuti ad un'idea falsa”, dalle passioni. Queste ultime, se esagerate, si mostrano come lenti che offuscano l'intelletto rendendolo incapace di percepire la verità. L'amor proprio, ad esempio, che ci spinge a ritenere giusto e ineccepibile ciò che è pensato da noi stessi, o ancora l'avarizia, che non riconoscerà nessun suo passo come disonesto... «le passioni sono necessarie all'uomo a muoverlo: saremmo stupidi senza passioni: ma come si lanciano fuori dal giro delle necessità, diventano i nostri più crudeli tiranni». È difficile ma non impossibile per il filosofo agire con temperamento per evitare gli errori insiti nella sua natura, “nel suo corpo”; ma la “cagione dei falsi giudizi” può presentarsi anche al di fuori di noi stessi: negli educatori, nel popolo, nei maestri, negli impostori. I primi, nel prendersi cura dei loro discepoli- insegnando loro le virtù e l'arte del sapere- devono accantonare l'eccessiva severità, colpevole di generare ragazzi stupidi, maligni, avari; un buon precettore deve essere in grado di saper ben educare al fine di formare animi nobili e istruiti. Coloro che guastano la razza umana più di tutti sono, secondo Genovesi, gli impostori che per guadagno, per ambizione, per accaparrarsi il potere, ingannano i popoli "gentili".

## Gli errori
Ma... “E' egli vero, che ogni errore nuoce all' uomo?” No, sostiene l'autore. Non tutti gli errori nuocciono, basti pensare ai numerosi pregiudizi popolani che rendono gli ignoranti colmi di felicità perché “non si può conoscere la mancanza senza conoscere quel che manca”. Gli ignoranti, offuscati nel cieco oblio, giudicano senza conoscere e confondono il falso col vero, parlando senza raziocinio.
Il saper giudicare, al contrario, presuppone il ben ragionare e quest'ultimo sposa l'apprendimento e la conoscenza, l'esercizio e l'attenzione, le regole e la capacità e, nel libro in questione, l'autore ne fa un imperativo per i giovani, i giovanetti. 
“Le scuole devono servire a far teste per la Repubblica, non disputanti per gli caffè”.

## Edizione
- Antonio Genovesi, La logica per gli giovanetti, A spese Remondini di Venezia, Bassano, 1779